# チョガ・ザンビール
座標: 北緯32度00分33秒 東経48度31分18秒 / 北緯32.009066度 東経48.521565度
チョガ・ザンビール（ペルシア語: چغازنبیل, ラテン文字転写: Tchoga Zanbil）とは、古代エラム人が現在のイラン・フーゼスターン州に作った複合遺跡である。メソポタミア地方以外では数少ないジッグラトが存在する。デズフールのおよそ25km西、スーサの45km南方に位置する。1979年に、ユネスコの世界遺産に登録された。

## 概要
チョガ・ザンビールは、紀元前1250年ごろに、ウンタシュ・ナピリシャの手によってインシュシナク神への崇敬の意を込めて建設された。もともとの名前は、「ウンターシュの街」を意味するドゥル・アンタシュであった。しかしながら、この古代都市は、祭司を除いてはそれほど人が居住したとは考えられていない。チョガ・ザンビールは、三層の連結した壁で保護されており、壁によって、メインエリアは「街」と定義される。
三層のエリアに分けられるチョガ・ザンビールのうち最も内側の層は、主神に捧げるためのジッグラトが建設された。このエリアの建設は、ウンタシュ・ナピリシャが貯蔵庫を併せ持った寺院とともに建設された。その次の層は、主神に次ぐ地位に入ると考えられる神々のために11の寺院が建設された。もともとの計画では、22の寺院が建設の予定だったと推測されているが、建設途上でウンタシュ・ナピリシャが死亡したため中止され、その後は建設が行われることはなかった。最も外側の層は、王宮や葬祭を行うための場所、王室の5つの墓がある。
ウンタシュ・ナピリシャが死亡した後、チョガ・ザンビールの拡張は行われなかったが、街自体は紀元前640年にアッシリア王アッシュールバニパルが破壊するまで、放棄されることはなかった。チョガ・ザンビールに残る膨大な数の寺院に基づいた学者の推測によるとウンタシュ・ナピリシャは、（おそらくスーサに取って代わる）新しい宗教の拠点を作ろうとしていたのではないか、それは、高地エラムと低地エラムを一つに結びつけるような宗教の形態と考えている。
1951年から1962年に実施された考古学調査によって、チョガ・ザンビール遺跡の全貌が明らかになり、ジッグラトが世界中のどこよりも保存のいい状態であると考えられるようになると1979年に、イランで初めて世界遺産に登録されることとなった。　

## 世界遺産

### 登録基準
この世界遺産は世界遺産登録基準のうち、以下の条件を満たし、登録された（以下の基準は世界遺産センター公表の登録基準からの翻訳、引用である）。
- (3) 現存するまたは消滅した文化的伝統または文明の、唯一のまたは少なくとも稀な証拠。
- (4) 人類の歴史上重要な時代を例証する建築様式、建築物群、技術の集積または景観の優れた例。